# 7-я танковая дивизия (вермахт)
7-я танковая дивизия (7. Panzer-Division) — тактическое соединение сухопутных войск нацистской Германии. Принимала участие во Второй мировой войне.

## Формирование

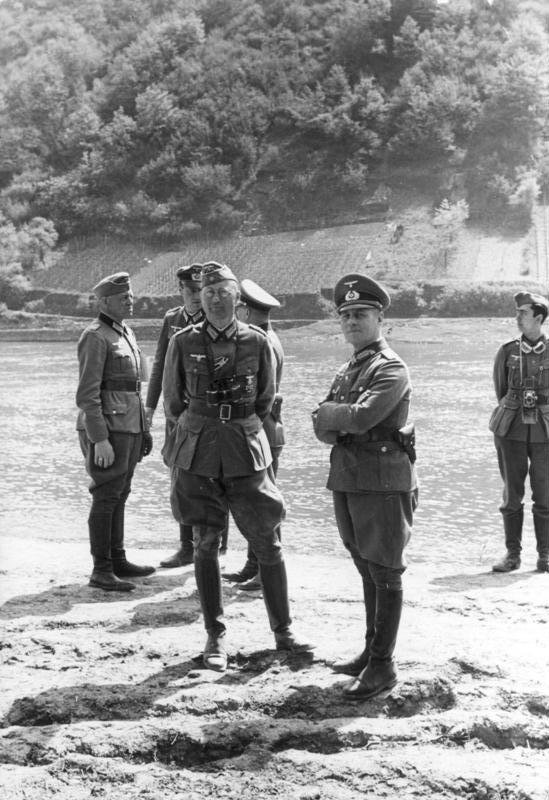
Командир дивизии ген. Эрвин Роммель со своим штабом наблюдает за учениями дивизии по преодолению водной преграды на р. Мозель, 1940 г.

После завершения польской кампании, было решено переформировать лёгкие дивизии в танковые. В том числе, на базе 2-й лёгкой дивизии была сформирована 7-я танковая. Формирование проходило в районе города Гера (Тюрингия) в октябре 1939 года. В состав дивизии вошли три танковых батальона (218 танков), два стрелковых полка, мотоциклетный батальон и батальон ПТО.
Командиром дивизии, при содействии Гитлера, был назначен молодой генерал Эрвин Роммель, служивший во время польской кампании при штабе фюрера. Получив командование, Роммель немедленно занялся обучением личного состава тактике маневрирования, с целью подготовки к предстоящим боям.

## Боевой путь
С декабря 1939 года находилась на западной границе Германии.

### Франция
В мае — июне 1940 года участвовала во вторжении во Францию. Вторжение началось 10 мая 1940 года. На третий день 7-я танковая под командованием Роммеля и ещё три дивизии под командованием Гудериана достигли рубежа р. Маас, мосты на которой оказались разрушенными. Несмотря на огонь французов, Роммелю удалось организовать переправу. К 16 мая дивизия достигла г. Авен, который по плану операции был конечной точкой продвижения. Здесь дивизии надлежало ожидать дальнейших приказов, но Роммель продолжил движение вперед. 20 мая дивизия вышла к Аррасу.

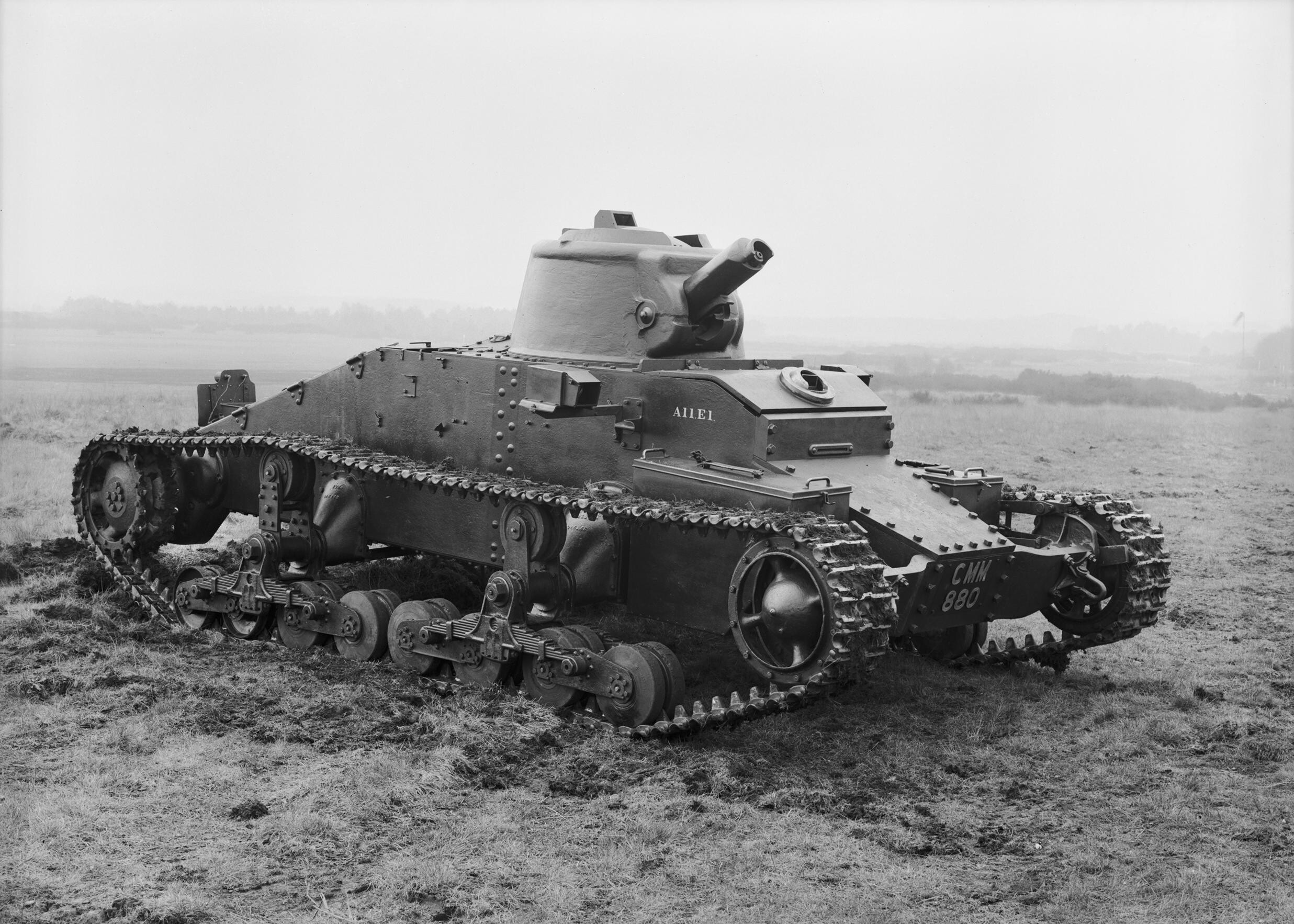
Танк Матильда I. Вооружение — пулемет Vickers .50. Составлял основу вооружения британской танковой бригады в контратаке при Аррасе.

Командующий танковой группой генерал Герман Гот приказал не ввязываться в городские бои, обойдя город с двух сторон: 7-я тд с востока, при поддержке дивизии СС «Мёртвая голова», а 5-я тд — с запада. На следующий день британцы на танках предприняли контратаку двумя пехотными батальонами при поддержке танковой бригады (см. Битва при Аррасе). Немецкие 37-мм противотанковые пушки оказались бессильны против британских танков Матильда I и II, что позволило британцам прорвать линию обороны и приблизиться к штабу Роммеля, создав угрозу жизни последнего. Однако Роммелю удалось подтянуть к месту боя 88-мм зенитные орудия, которые остановили продвижение англичан .
24 мая Гитлер издал приказ об остановке продвижения танков к морю. Причины такого решения до сих пор дискутируются. Возможно Гитлер переоценил силы  танков англичан или желал сохранить собственные танки для наступления на Париж. Как бы то ни было, танки два дня оставались на месте. 26 мая 7-я танковая продолжила наступление, и 27 мая достигла Лилля. Для наступления на Лилль Гот передал под командование Роммеля также 5-ю т.д.. Осада Лилля продолжалась четыре дня, 31 мая 40-тысячный французский гарнизон прекратил сопротивление. К этому времени эвакуация из Дюнкерка была завершена: через Ла-Манш было переправлено более 300 тыс. солдат, но все тяжелое вооружение было оставлено.
Затем до января 1941 года дислоцировалась во Франции, с февраля 1941 — в Германии.

### Восточный фронт

#### Операция «Барбаросса»
| № части                          | Pz I (pio) | Pz II | Pz 38 (t) | Pz IV | PzBefWg 38(t) | PzBefWg III | 15 cm sIG (sfl) | Всего |
| -------------------------------- | ---------- | ----- | --------- | ----- | ------------- | ----------- | --------------- | ----- |
| 25-й танковый полк               |            | 53    | 167       | 30    | 7             | 8           |                 | 265   |
| 58-й саперный батальон           | 11         | 2     |           |       |               |             |                 | 13    |
| 705-я рота пехотных орудий (САУ) |            |       |           |       |               |             | 6               | 6     |
| Всего                            | 11         | 55    | 167       | 30    | 7             | 8           | 6               | 284   |

С июня 1941 года участвовала в боевых действиях на Восточном фронте. На начало кампании дивизия насчитывала около 400 офицеров и 14 000 нижних чинов.
Действовала в составе 39-го мотокорпуса 3-й танковой группы генерала Гота. Наступала в Литве вдоль дороги Сувалки — Калвария — Алитус — Вильнюс, участвовала в сражении за Алитус с советской 5-й танковой дивизией, в результате которого были захвачены важные мосты через Неман. Продолжив наступление, 24 июня заняла Вильнюс. После этого корпус повернул на юго-восток в направлении Минск — Борисов. 26 июня 7-я танковая дивизия вышла на автостраду северо-восточнее Минска и заняла Смолевичи, однако здесь была остановлена, при этом её коммуникации севернее Минска были перехвачены в результате контрудара советской 100-й стрелковой дивизии на Острошицкий Городок, а командир 25-го танкового полка Карл фон Ротенбург в результате боя с бронепоездом 76 полка 3 дивизии НКВД около станции станции Плисса (ныне станция «Красное Знамя»), 27 июня был тяжело ранен и позднее умер при эвакуации.
В начале июля 1941 года продолжила наступление на восток на Витебском направлении, 4 июля заняла Лепель, однако далее была остановлена восточнее Бешенкович и вынуждена была отражать советские контратаки 7-го мехкорпуса. 11 июля продолжила наступление на восток, захватила Демидов, Духовщину и 15 июля второй раз вышла на Московскую автостраду в районе Ярцево, почти замкнув Смоленский «котел» с севера.
В августе 1941 года находилась в резерве 9-й армии, в ходе отражения советского наступления на Духовщину нанесла контрудар по советским войскам, однако понесла при этом большие потери (по советским данным, около 80 танков, немецкие источники указывают на потерю 30 танков безвозвратно). На 6 сентября 1941 года в дивизии оставалось 130 танков.

#### Операция «Тайфун»
В октябре 1941 года в составе 56-го моторизованного корпуса участвовала в наступлении на Москву и окружении советских войск под Вязьмой, при этом в третий раз перехватила Московскую автостраду.
К 13 октября один только 78-й танковый артиллерийский полк дивизии доложил об уничтожении 263 советских танков, 124 полевых орудий, 69 противотанковых орудий, 760 грузовиков, 48 дотов, 4 самолётов, 5 складов боеприпасов, 6 паровозов и бронепоезда. Однако потери дивизии также были высоки.
В дальнейшем дивизия сражалась в районе Клина, в ноябре 1941 года воевала под Дмитровом в Подмосковье. К 15 ноября дивизия потеряла 290 человек убитыми, 783 ранеными и 45 пленными или пропавшими без вести — всего 1118 человек.. С января 1942 года — бои в районе Ржева.
В составе 106-й пехотной дивизии в конце первой половины января действовал танковый батальон 7-й танковой дивизии.
За период с 22 июня 1941 года по 23 января 1942 года 7-я танковая дивизия потеряла 2055 человек убитыми, 5737 — ранеными, 313 — пропавшими без вести и пленными и 1089 — больными (в основном с обморожениями или болезнями, переносимыми вшами). Всего потери составили 9203 человека, в том числе 336 офицеров.
В марте-апреле 1942 г.  результате боев 234-й Ярославской коммунистической стрелковой дивизии были разбиты следующие части противника: 7-я танковая дивизия (вермахт), 689 и 404 пп 246 пд, а также 380 мостовая колонна, 418 строительный батальон, 210 строительный мостовой батальон, 984 запасной строительный батальон, 246 развед. велоэскадрон и часть 246 ап, в том числе его штаб. Противнику ценой больших потерь удалось потеснить наши части на участке  Вердино - х. Клестово на 2-3 км, на участке  Мужицкое- Узвоз -Милютина - на 0,5-1км и на участке Литвинова-Амшара (вдоль большака) на 4-5 км. Кх 1 .
На 27 мая 1942 года в дивизии оставалось 8589 офицеров и нижних чинов, большинство из которых прибыли в дивизию уже после начала кампании. В июне 1942 года дивизия отведена на отдых во Францию.

#### 1943
В январе 1943 года, после поражения войск Германии и её союзников под Сталинградом, дивизию вернули на южный участок Восточного фронта. Принимала участие в нескольких оборонительных сражениях в составе группы армий «Дон», в том числе, в контрнаступлении под Харьковом. В мае 1943 дивизия получила 3-ю роту 503-го батальона тяжёлых танков «Тигр» (командир роты — обер-лейтенант Вальтер Шерф), вела боевые действия в районе Соломина. В сражении под Курском летом 1943 года понесла тяжелые потери.
С осени 1943 года — в боях на Украине (Киев, Житомир, Тернополь, Каменец-Подольский, Броды).

#### 1944—1945
В течение 1944/1945 годов, значительно недоукомплектованная дивизия участвовала в оборонительных боях на Восточном фронте. В июле 1944 года бои в районе Минска, с августа 1944 — бои в Литве. С февраля 1945 года — бои в Восточной Пруссии. В мае 1945 года — в Померании.
За это время дивизия была дважды эвакуирована морем с потерей всего тяжелого вооружения и техники. После окончания боев в Пруссии и Северной Германии, уцелевший личный состав укрылся в лесах и в мае 1945 сдался британским частям к северу от Берлина.

## Состав

### В мае 1940 года
- 25-й танковый полк (Panzer-Regiment 25), командир — подполковник Карл Ротенбург
- 66-й танковый батальон (Panzer-Abteilung 66), командир — подполковник Рудольф Зиккениус
- 7-я стрелковая бригада (Schützen-Brigade 7), командир — полковник Фридрих Фюрст
  - 6-й стрелковый полк (Schützen-Regiment 6), командир — полковник Эрих фон Унгер
  - 7-й стрелковый полк (Schützen-Regiment 7), командир — полковник Георг фон Бисмарк
- 7-й мотоциклетный батальон (Kradschützen-Bataillon 7), командир — майор Фридрих-Карл фон Штайнкеллер
- 78-й артиллерийский полк (Artillerie-Regiment 78), командир — подполковник Готтфрид Фрёлих
- 42-й противотанковый дивизион
- 58-й сапёрный батальон (Pionier-Bataillon 58)
- 83-й батальон связи (Nachrichten-Abteilung 83)
- 58-й интендантский отряд (Versorgungstruppen 58)

### В июле 1943 года
- 25-й танковый полк (Panzer-Regiment 25), командир — подполковник Адельберт Шульц)
- 3-я рота 503-го тяжёлого танкового батальона (командир — обер-лейтенант Вальтер Шерф
- 6-й механизированный полк (Panzergrenadier-Regiment 6), командир — полковник Вольфганг Глеземер
- 7-й механизированный полк (Panzergrenadier-Regiment 7), командир — подполковник Фридрих-Карл фон Штайнкеллер
- 78-й артиллерийский полк (Panzer-Artillerie-Regiment 78)
- 7-й разведывательный батальон (Panzer-Aufklärungs-Abteilung 7)
- 42-й противотанковый дивизион (Panzerjäger-Abteilung 42)
- 296-й дивизион ПВО (Heeres-Flak-Artillerie-Abteilung 296)
- 58-й сапёрный батальон (Panzer-Pionier-Bataillon 58)
- 83-й батальон связи (Panzer-Nachrichten-Abteilung 83)
- 58-й полевой запасной батальон (Panzer-Versorgungstruppen 58)

## Командиры дивизии
| Имя                                                       | Начало     | Конец      | Звание                                          | Примечания                                 |
| --------------------------------------------------------- | ---------- | ---------- | ----------------------------------------------- | ------------------------------------------ |
| Георг Штумме (нем. Georg Stumme)                          | 18.10.1939 | 05.02.1940 | генерал-лейтенант                               |                                            |
| Эрвин Роммель (нем. Erwin Rommel)                         | 05.02.1940 | 14.02.1941 | генерал-майор, генерал-лейтенант (с 09.02.1941) |                                            |
| Ханс фон Функ (нем. Hans Freiherr von Funck)              | 15.02.1941 | 17.08.1943 | генерал-майор, генерал-лейтенант (с 01.09.1942) |                                            |
| Вольфганг Глеземер (нем. Wolfgang Gläsemer)               | 17.08.1943 | 20.08.1943 | полковник                                       | и. о., командир 6-го моторизованного полка |
| Хассо фон Мантойфель (нем. Hasso Freiherr von Manteuffel) | 20.08.1943 | 01.01.1944 | генерал-майор                                   |                                            |
| Адельберт Шульц (нем. Adelbert Schulz)                    | 01.01.1944 | 28.01.1944 | генерал-майор                                   | погиб в бою под Шепетовкой                 |
| Вольфганг Глеземер (нем. Wolfgang Gläsemer)               | 28.01.1944 | 30.01.1944 | полковник                                       | и. о., командир 6-го моторизованного полка |
| Карл Маус (нем. Karl Mauss)                               | 30.01.1944 | 02.05.1944 | полковник, генерал-майор (с 01.04.1944)         |                                            |
| Герхард Шмидхубер (нем. Gerhard Schmidhuber)              | 02.05.1944 | 09.09.1944 | полковник                                       | и. о., зам. командира дивизии              |
| Карл Маус (нем. Karl Mauss)                               | 09.09.1944 | 31.10.1944 | генерал-майор, генерал-лейтенант (с 10.10.1944) |                                            |
| Хельмут Медер (нем. Hellmuth Mäder)                       | 31.10.1944 | 30.11.1944 | полковник                                       | и. о.                                      |
| Карл Маус (нем. Karl Mauss)                               | 30.11.1944 | 05.01.1945 | генерал-лейтенант                               |                                            |
| Макс Лемке (нем. Max Lemke)                               | 05.01.1945 | 23.01.1945 | полковник                                       | временный                                  |
| Карл Маус (нем. Karl Mauss)                               | 23.01.1945 | 25.03.1945 | генерал-лейтенант                               |                                            |
| Ханс Хриштерн (нем. Hans Christern)                       | 26.03.1945 | 08.05.1945 | полковник                                       |                                            |

## Награждённые Рыцарским крестом Железного креста

### Рыцарский Крест Железного креста (36)
- Эрвин Роммель, 27.05.1940 — генерал-майор, командир 7-й танковой дивизии
- Карл Ротенбург, 03.06.1940 — полковник, командир 25-го танкового полка
- Георг фон Бисмарк, 29.09.1940 — полковник, командир 7-го стрелкового полка
- Рудольф Нойбрандт, 29.09.1940 — лейтенант резерва, командир взвода 37-го разведывательного батальона
- Адельберт Шульц, 29.09.1940 — капитан, командир 1-й роты 25-го танкового полка
- Ханс фон Функ, 15.07.1941 — генерал-майор, командир 7-й танковой дивизии
- Хорст Орлофф, 27.07.1941 — обер-лейтенант, командир 11-й роты 25-го танкового полка
- Херберт Олль, 23.08.1941 — капитан, командир 1-го дивизиона 78-го артиллерийского полка
- Рихард Грюнерт, 14.10.1941 — обер-лейтенант резерва, командир 3-й роты 7-го мотоциклетного батальона
- Эдуард Хаузер, 04.12.1941 — полковник, командир 25-го танкового полка
- Хассо фон Мантойфель, 31.12.1941 — полковник, командир 6-го стрелкового полка
- Руди Райнек, 20.03.1942 — обер-лейтенант, командир 8-й роты 6-го стрелкового полка
- Герхард Хайльбронн, 12.04.1942 — капитан, командир 2-го батальона 7-го стрелкового полка
- Эвальд Баранек, 12.02.1943 — обер-лейтенант, командир 58-го сапёрного батальона
- Вольфганг Глеземер, 12.02.1943 — полковник, командир 6-го моторизованного полка
- Фридрих-Карл фон Штайнкеллер, 31.03.1943 — оберстлейтенант, командир 7-го моторизованного полка
- Хельмут Гуцшхан, 08.05.1943 — капитан, командир 1-го батальона 6-го моторизованного полка
- Карл-Хайнц Россбах, 06.06.1943 — фельдфебель, командир взвода 2-й роты 7-го моторизованного полка
- Хорст Фортун, 07.08.1943 — капитан, командир 1-го батальона 25-го танкового полка
- Андреас Талер, 13.01.1944 — капитан, командир роты 2-го батальона 25-го танкового полка
- Хайнц Кольчик, 06.04.1944 — ротмистр, командир 7-го разведывательного батальона
- Вилли Гайслер, 14.05.1944 — унтер-офицер, командир отделения 5-й роты 7-го разведывательного батальона
- Христоф Кремер, 14.05.1944 — обер-фельдфебель, командир взвода 5-й роты 7-го моторизованного полка
- Вальтер Хомут, 14.05.1944 — обер-фельдфебель, командир 7-й роты 6-го моторизованного полка
- Адальберт Вайцель, 23.08.1944 — оберстлейтенант, командир 6-го моторизованного полка
- Хайнрих Гайер, 22.10.1944 — фельдфебель, командир взвода 2-й роты 6-го моторизованного полка
- Вальтер Брандес, 28.10.1944 — капитан, командир 2-го батальона 25-го танкового полка
- Ханс-Бабо фон Рор, 05.11.1944 — лейтенант резерва, командир взвода 2-й роты 25-го танкового полка
- Альфред Пихт, 09.12.1944 — майор резерва, командир 3-го дивизиона 78-го артиллерийского полка
- Ханс Диттер, 11.12.1944 — обер-фельдфебель, командир подразделения 1-й роты 7-го моторизованного полка
- Йоахим Дюнклер, 18.02.1945 — майор, командир 1-го батальона 7-го моторизованного полка
- Эрвин Хинц, 11.03.1945 — обер-ефрейтор, командир БТР 8-й роты 6-го моторизованного полка
- Фриц Бахманн, 05.04.1945 — обер-ефрейтор 1-й роты 7-го моторизованного полка
- Йоханн Кондне, 05.04.1945 — капитан, командир 2-го батальона 6-го моторизованного полка
- Харальд фон Шюц, 05.04.1945 — майор, командир 7-го разведывательного батальона
- Теодор Хённигер, 09.05.1945 — обер-фельдфебель, командир взвода 3-й роты 25-го танкового полка

### Рыцарский Крест Железного креста с Дубовыми листьями (6)
- Эрвин Роммель (№ 10), 20.03.1941 — генерал-лейтенант, командир 7-й танковой дивизии
- Адельберт Шульц (№ 47), 31.12.1941 — капитан, командир 1-го батальона 25-го танкового полка
- Рихард Грюнерт (№ 244), 17.05.1943 — майор резерва, командир 1-го батальона 7-го моторизованного полка
- Ханс фон Функ (№ 278), 22.08.1943 — генерал-лейтенант, командир 7-й танковой дивизии
- Хассо фон Мантойфель (№ 332), 23.11.1943 — генерал-майор, командир 7-й танковой дивизии
- Ханс-Бабо фон Рор (№ 754), 24.02.1945 — лейтенант резерва, командир 2-й роты 25-го танкового полка

### Рыцарский Крест Железного креста с Дубовыми листьями и Мечами (4)
- Эрвин Роммель (№ 6), 20.01.1942 — генерал танковых войск, танковая группа «Африка»
- Адельберт Шульц (№ 33), 06.08.1943 — оберстлейтенант, командир 25-го танкового полка
- Хассо фон Мантойфель (№ 50), 22.02.1944 — генерал-майор, командир 7-й танковой дивизии
- Карл Маус (№ 101), 23.10.1944 — генерал-майор, командир 7-й танковой дивизии

### Рыцарский Крест Железного креста с Дубовыми листьями, Мечами и Бриллиантами (3)
- Эрвин Роммель (№ 6), 11.03.1943 — генерал-фельдмаршал, группа армий «Африка»
- Адельберт Шульц (№ 9), 14.12.1943 — полковник, командир 25-го танкового полка
- Карл Маус (№ 26), 15.04.1945 — генерал-лейтенант, командир 7-й танковой дивизии

## 7-я дивизия в искусстве
- 7-й дивизии посвящена песня Ghost Division шведской пауэр-метал группы Sabaton.